# Megophrys damrei
Espèce
Synonymes
- Xenophrys damrei (Mahony, 2011)

Megophrys damrei est une espèce d'amphibiens de la famille des Megophryidae.

## Répartition
Cette espèce est endémique de la province de Kampot au Cambodge. Elle se rencontre à environ 1 000 m d'altitude dans la chaîne des Cardamomes.

## Publication originale
- Mahony, 2011 : Two new species of Megophrys Kuhl & van Hasselt (Amphibia: Megophryidae), from western Thailand and southern Cambodia. Zootaxa, no 2734, p. 23-39.